# Ignaz Sandner
Ignaz Sandner (18. března 1853 Valtéřov – 31. března 1932) byl rakouský politik německé národnosti z Čech, poslanec Českého zemského sněmu.

## Biografie
Byl katolického vyznání. Vychodil jednotřídku v Steinu. Dál se vzdělával svépomocí. Zdědil otcovo hospodářství ve Valtéřově. Od roku 1885 byl členem místní školní rady a od roku 1889 starostou spojené politické obce Kostelní Bříza, Stein, Ursprung, Lauterbach a Valtéřov. V této funkci se připomíná ještě k roku 1902. Byl zároveň obecním písařem. Od roku 1897 zasedal v okresním výboru v Kraslicích. Od počátku 80. let byl politicky aktivní. Byl stoupencem Georga von Schönerera.
Zapojil se i do vysoké politiky. V zemských volbách roku 1901 byl zvolen na Český zemský sněm, kde zastupoval kurii venkovských obcí, obvod Kraslice. Uváděl se tehdy jako všeněmec (Všeněmecké sjednocení). Kandidoval i v zemských volbách roku 1908, ale porazil ho kandidát Německé radikální strany Otto Fritz.
Zemřel v březnu 1932 a byl pohřben ve Kirchbergu (dnes Kostelní) u Kraslic.